# Long, Long, Long
Long, Long, Long is een lied geschreven door George Harrison en uitgebracht door The Beatles op het album The Beatles, alias The White Album.
Het nummer is een liefdeslied. Volgens de autobiografie van Harrison, I, Me, Mine, is het geratel op het einde van het lied het resultaat van een fles Blue Nun die op een Lesliespeaker stond. Wanneer Paul McCartney een bepaalde noot op het hammondorgel speelde, begon de fles te ratelen.
Met de werktitel It's Been a Long, Long, Long Time begonnen de opnames van het nummer op 7 oktober 1968. The Beatles namen zonder John Lennon 67 takes van het nummer op.

## Uitvoering
- George Harrison – leadzang, akoestische gitaar
- Paul McCartney – achtergrondzang, hammondorgel, basgitaar
- Ringo Starr - drums
- Chris Thomas - piano

## Covers
- Het lied is gecoverd door de zanger van My Morning Jacket Jim James en verscheen op zijn album EP Tribute To.
- Kelly De Martino heeft het nummer gecoverd voor haar album Honest.
- Op het album This Hungry Life van Tanya Donelly staat een cover van het lied.
- Low heeft het nummer gecoverd voor het album A Lifetime of Temporary Relief: 10 Years of B-Sides and Rarities.